# Тасты-Талды
Тасты-Талды (каз. Тасты-Талды) — село в Жаркаинском районе Акмолинской области Казахстана. Административный центр Жанадалинского сельского округа. Код КАТО — 115443100.
В поселке Тасты Талды был построен второй по площади элеватор в СССР.
Действовали 2 автобазы.
Но после закрытия Тургайской области и Жанадалинского района. Начался массовый отток населения в Костанай и Астану.
Основная часть построек была демонтирована или разрушена.

## География
Село расположено в 45 км на юго-восток от центра района города Державинск. Близ села проходит автодорога А-16.

### Улицы[2]
- ул. Абая,
- ул. Автомобилистов,
- ул. Алиби Джангильдина,
- ул. Ахмета Байтурсынова,
- ул. Дорожная,
- ул. Ленина,
- ул. Майкутова,
- ул. Мира,
- ул. Привокзальная,
- ул. Промзона,
- ул. Сакена Сейфуллина,
- ул. Сергея Кирова,
- ул. Целинная,
- ул. Чокана Валиханова,
- ул. Элеваторная.

### Ближайшие населённые пункты
- село Зерноградское в 11 км на северо-востоке,
- село Достык в 22 км на севере.

## Население
В 1989 году население села составляло 2173 человек (из них казахов 43%, русских 27%).
В 1999 году население села составляло 1338 человек (632 мужчины и 706 женщин). По данным переписи 2009 года, в селе проживали 692 человека (341 мужчина и 351 женщина).
| Численность населения | Численность населения | Численность населения |
| 1989                  | 1999                  | 2009                  |
| --------------------- | --------------------- | --------------------- |
| 2173                  | ↘1338                 | ↘692                  |